# AJAC (Robotech)
El VFH-10 Auroran o simplemente AGAC (Armored Gyro Assault Chopper) un vehículo de ficción de las series de animación The Super Dimension Fortress Macross y de Robotech.
Auroran, oficialmente designado como el Acorazado Girocompás Asalto Chopper ("AGAC") y pronunciado Ajax o Ajacs en inglés.

## Creación
Tanto el AJAC así como todos los otros mechas que aparecen en la serie original Super Dimensional Cavalry Southern Cross y por lo tanto en la segunda parte de Robotech, fueron desarrollados por el estudio Ammonite, en conjunto con los estudios de animación Tatsunoko.

## Descripción según Robotech
AJAC es un helicóptero de ataque Varitech de la serie animada de ficción Robotech. Es un mecha versátil diseñado específicamente para el combate en el espacio, pero es también capaz de hacerlo en tierra o en el aire. El marco y la estructura básicos son los mismos que los de los Hover Tanks. La diferencia está en las modificaciones del AJAC para permitir al aerodeslizador básico ser un digno combatiente espacial.
El AJAC es dos veces más ágil en el espacio que en la tierra o en la atmósfera. Puede maniobrar más fácilmente que los Fighters estándares en el espacio, logrando una velocidad de Mach 5 y exhibiendo la maniobrabilidad superior gracias a los jets propulsores construidos en sus pies, brazos y aspas de helicóptero. En la atmósfera la velocidad se reduce a Mach 2.5, y a 240 mph (kph 368).
Los sistemas de armas incluyen un láser de alta potencia construido en la nariz del helicóptero (cabeza, cuando se encuentra en modo battloid), un láser de pulso en el brazo, y varios misiles de mediano alcance que le dan mayor alcance y poder destructivo.
Debido a la historia del establecimiento del ejército pionero de defensa planetaria «Ejército de la Cruz del Sur», el propósito principal es operar en una forma intermedia con ataques terrestres relativamente largos y apoyo aéreo cercano, por lo que la serie de espectáculos Super Dimention, el avión VERITECH se transforma en modo Guardián  (GERWALK) con las piernas.
Pero AGAC es no tiene una forma de modo Guardián, lo cual es raro para los mechas VERITECH, y se establece una forma de helicóptero como una configuración alternativa a esa forma. 
En comparación con la forma Guardian (modo GERWALK), el fuselaje está suspendido de las palas del rotor, por lo que el centro de gravedad de elevación en la aerodinámica es más bajo, y tiene una alta estabilidad en reposo aéreo (hovering). Junto con esto, la carga de los equipos de aviónica / control de maniobras y de los pilotos es baja. Además, el consumo de energía es relativamente bajo en comparación con la forma del modo Guardián.
Tenga en cuenta que Robotech llama al modo GERWALK (refuerzo efectivo en tierra del armamento del ala mediante rótulas de locomotora) el «modo Guardián».
El aspecto de helicóptero proporciona al AJAC su flexibilidad verdadera, dado que en esta forma puede despegar y aterrizar verticalmente (VTOL), puede pararse y permanecer suspendido en cualquier altitud, volar al ras de la tierra e incluso maniobra en un ambiente urbano. La altitud máxima es de 60.000 pies.
Aunque el helicóptero de ataque AJAC es un mecha Veritech, tiene solamente dos modos de transformación: Helicóptero, con capacidades de velocidad de jet y de vuelo, y Battloid, para movilidad en el espacio. El AJACS no tiene ningún protector especial en el brazo, a diferencia de otros mechas de la Southern Cross.

## Especificaciones
|            | Helicóptero                                     | Battloid                                  |
| ---------- | ----------------------------------------------- | ----------------------------------------- |
| Velocidad: | 240mph, 1675mph con jets, 3300mph en el espacio | 120mph volando, 60mph corriendo           |
| Alto:      | 9ft                                             | 26ft                                      |
| Ancho:     | 18.5ft                                          | 18.5ft                                    |
| Peso:      | 13 toneladas                                    | 13 toneladas                              |
| Duración:  | 4 años de uso continuo promedio de 8 años       | 4 años de uso continuo promedio de 8 años |

## Sistemas de armas
- 1 Láser de alta potencia delantero
- 1 Láser de pulso en el brazo
- 16 MRM
- Uso opcional de armas vaina EU-11/E-20